# Comuna Tureni, Cluj
Tureni, colocvial Tur (în maghiară Tordatúr, colocvial Túr) este o comună în județul Cluj, Transilvania, România, formată din satele Ceanu Mic, Comșești, Mărtinești, Micești și Tureni (reședința).
Pe Harta Iosefină a Transilvaniei din 1769-1773 (Sectio 109) satul Tureni apare sub numele de Tüür.

## Toponimie
Satul Tureni apare menționat în 1276 sub denumirea de Villa Thur, în 1366 ca Pass Thur, 1850 Turu și în 1854 ca Tür. Túr înseamnă în limba maghiară "a râma", dar conform lingvistului Lajos Kiss numele pârâului ar proveni de la cuvântul slav TurЪ, care înseamnă bour.necesită precizarea paginii

## Date geografice
Comuna Tureni se află în partea nord-vestică a Depresiunii Transilvaniei, pe versanții Dealurilor Feleacului, la 20 km distanță de Cluj-Napoca și 10 km de Turda. Este formată din satele Tureni, Ceanu Mic, Comșești, Mărtinești și Micești, ocupând o suprafață de 74,04 km2, din care 55,4 km2 sunt suprafață agricolă și 5,34 km2 intravilan.
Comuna se învecinează la nord - nord-est cu comuna Aiton, la sud și sud-est cu comuna Petreștii de Jos, la vest și sud-vest cu comuna Ciurile, în nord-vest cu comuna Feleacu, iar în est și sud-est cu comuna Săndulești.
Relieful este unul deluros, tipic zonei dintre Munții Apuseni și Câmpia Transilvaniei. Predomină solurile brun-roșcat de pădure, dar se întâlnesc și soluri argiloase sau cernoziomice.

### Hidrografia
Principalele cursuri de apă de pe teritoriul comunei sunt Valea Racilor, care traversează Cheile Turului (parcurge 16 km prin comună) și Valea Miceștilor (12 km pe teritoriul comunei). Mai există alte cursuri de apă, mai mici, precum Valea Mărtinești, Valea Comșești, Valea Cheița și alte mici văi.
Cel mai important lac este cel de la Tureni (61 ha).

### Flora și fauna
Flora este una specifică de silvostepă, fiind format în principal din specii precum gorunul, mesteacănul, fagul, carpenul, plopul, salcâmul, alunul, răchita, pinul negre (plantat în urmă cu 20-30 de ani, în special în zona satului Micești), laleaua sălbatică, scorușul. Tăierile de păduri din anii 1950-60, și de după 1989 au distrus în mare parte pădurile care existau aici, fondul forestier fiind afectat serios.
Fauna este formată din mistreți, căpriori, vulpi, iepuri, fazani, potârnichi, rața sălbatică, viezurele.

### Clima
Clima este una continental-moderată, cu temperaturii minime de -4 °C (ianuarie) și maxime de 30 °C (iulie-august). Precipitațiile atmosferice ating medii anuale de 600-700 mm. În partea de nord și nord-vest a comunei clima este puțin mai răcoroasă, temperaturi mai ridicate fiind întâlnite în general în partea de est, sud-est și de centru a comunei.
Vânturile cele mai intense apar de obicei în lunile ianuarie-aprilie, maximele fiind în martie cu 2 m/secundă.

## Demografie
Componența etnică a comunei Tureni
     Români (63,03%)
     Maghiari (19,66%)
     Romi (9,81%)
     Alte etnii (0,35%)
     Necunoscută (7,16%)
Componența confesională a comunei Tureni
     Ortodocși (60,38%)
     Reformați (8,83%)
     Penticostali (6,05%)
     Martori ai lui Iehova (4,51%)
     Romano-catolici (3,71%)
     Greco-catolici (1,1%)
     Alte religii (7,6%)
     Necunoscută (7,82%)
Conform recensământului efectuat în 2021, populația comunei Tureni se ridică la 2.264 de locuitori, în scădere față de recensământul anterior din 2011, când fuseseră înregistrați 2.278 de locuitori. Majoritatea locuitorilor sunt români (63,03%), cu minorități de maghiari (19,66%) și romi (9,81%), iar pentru 7,16% nu se cunoaște apartenența etnică. Din punct de vedere confesional, majoritatea locuitorilor sunt ortodocși (60,38%), cu minorități de reformați (8,83%), penticostali (6,05%), martori ai lui Iehova (4,51%), romano-catolici (3,71%) și greco-catolici (1,1%), iar pentru 7,82% nu se cunoaște apartenența confesională.

## Politică și administrație
Comuna Tureni este administrată de un primar și un consiliu local compus din 11 consilieri. Primarul, Elena Daniela Mănăilă[*], de la Partidul Național Liberal, este în funcție din 2008. Începând cu alegerile locale din 2024, consiliul local are următoarea componență pe partide politice:
|  | Partid                                 | Consilieri | Componența Consiliului | Componența Consiliului | Componența Consiliului | Componența Consiliului | Componența Consiliului |
|  | -------------------------------------- | ---------- | ---------------------- | ---------------------- | ---------------------- | ---------------------- | ---------------------- |
|  | Partidul Național Liberal              | 5          |                        |                        |                        |                        |                        |
|  | Partidul Social Democrat               | 3          |                        |                        |                        |                        |                        |
|  | Uniunea Democrată Maghiară din România | 2          |                        |                        |                        |                        |                        |
|  | Alianța pentru Unirea Românilor        | 1          |                        |                        |                        |                        |                        |

### Evoluție istorică

#### Structura etnică
De-a lungul timpului populația comunei a evoluat astfel:

#### Structura confesională
Din punct de vedere confesional evoluția demografică a fost următoarea:

## Istoric

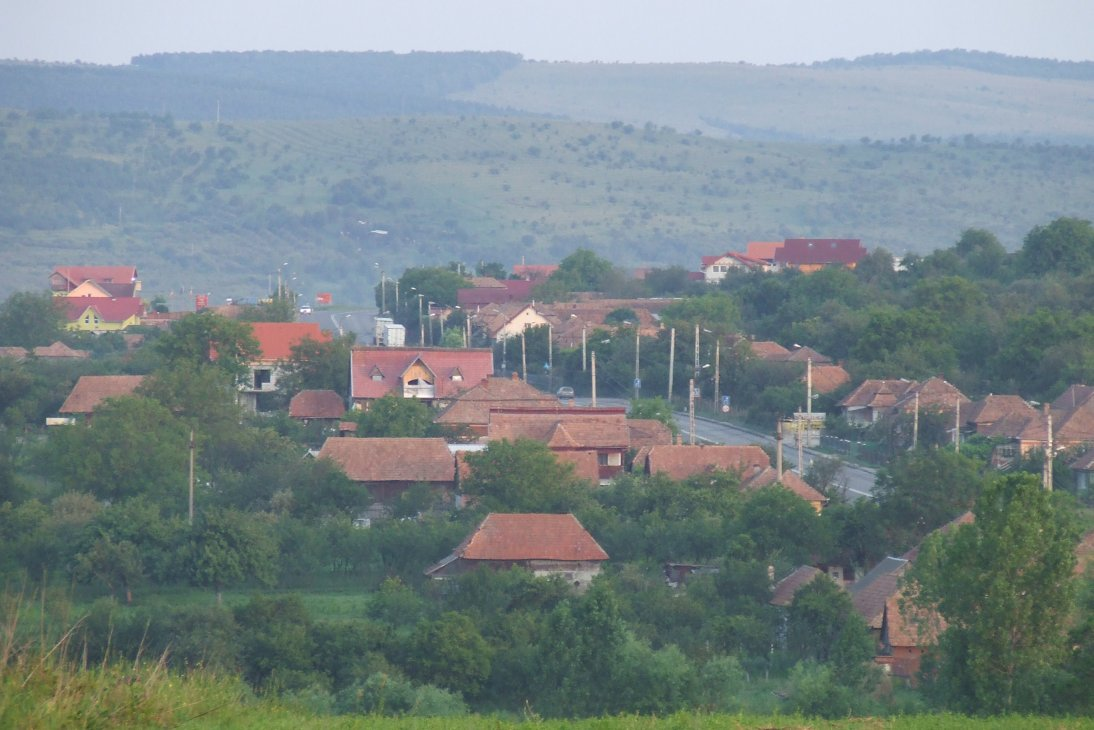
Fotografie a satului Tureni, din județul Cluj

Locuire umană a existat încă din neolitic și a continuat fără încetare în epocile care au urmat. Majoritatea descoperirilor au fost făcute în zona cheilor Turenilor. În perimetrul comunei s-au descoperit și o serie de mici sate, care, cu trecerea timpului, au dispărut:
- Tadek (1270), un sat între Comșești - Deleni – Petrești.
- Tonchaza (1356), la hotarul Turenilor, înspre Ceanu Mic.
- Sehter, atestat pe la 1366 ("Sethet Berk", între satele Ceanu Mic - Aiton – Rediu).
- Hunyath (1424), între Tureni - Comșești – Deleni.
- Barumlak, atestat pe la 1430 ("Barumlak secus", între Tureni și Comșești).
- Rugești, un vechi cătun care a aparținut Turenilor, dezafectat în anul 1956.

Localitatea este atestată documentar din anul 1276.
În trecut, localitatea a fost timp de mai multe generații o posesiune a familiei Túri.

## Monumente istorice
Următoarele obiective au fost înscrise pe Lista monumentelor istorice din județul Cluj, elaborată de Ministerul Culturii din România în anul 2015:
- Necropola tumulară din punctul “La Furci” (cod LMI CJ-I-m-A-07212.07).

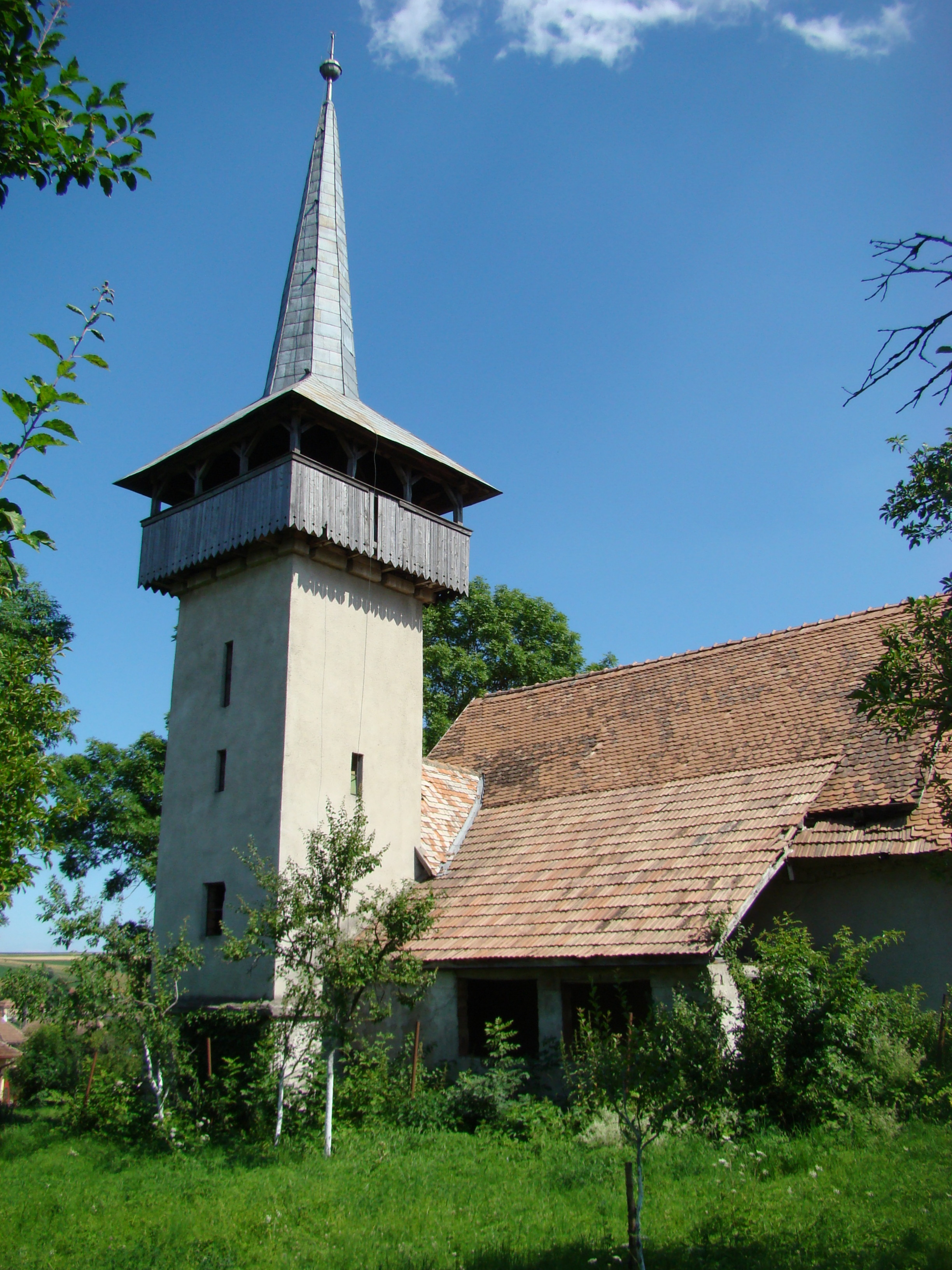
Biserica reformată

- Situl arheologic din punctul “La Furci” (cod LMI CJ-I-s-A-07212).
- Situl arheologic din punctul “Svona” (cod LMI CJ-I-s-B-07213).
- Situl arheologic din punctul “Dealul Ghincenghe” (cod LMI CJ-I-s-B-20243).
- Așezarea preistorică din centrul satului (cod LMI CJ-I-s-B-07214).

## Lăcașuri de cult
- Biserica Ortodoxă
- Biserica Romano-Catolică
- Biserica Unitariană
- Biserica Reformată-Calvină
- Biserica Baptistă

## Obiective turistice
- Cheile Turului (rezervația naturală aparține administrativ comunei Săndulești.
- "Izvorul lui Alexandru Macedon", situat între satele Petreștii de Jos, Tureni, Săndulești și Copăceni, la cca 500 m nord-vest de carierele de calcar Săndulești, lângă drumul județean DJ107L (coordonate: 46°36'03"N 23°41'19"E).
- Făgetul Clujului - Valea Morii (sit de importanță comunitară inclus în rețeaua europeană Natura 2000 în România).

## Imagini

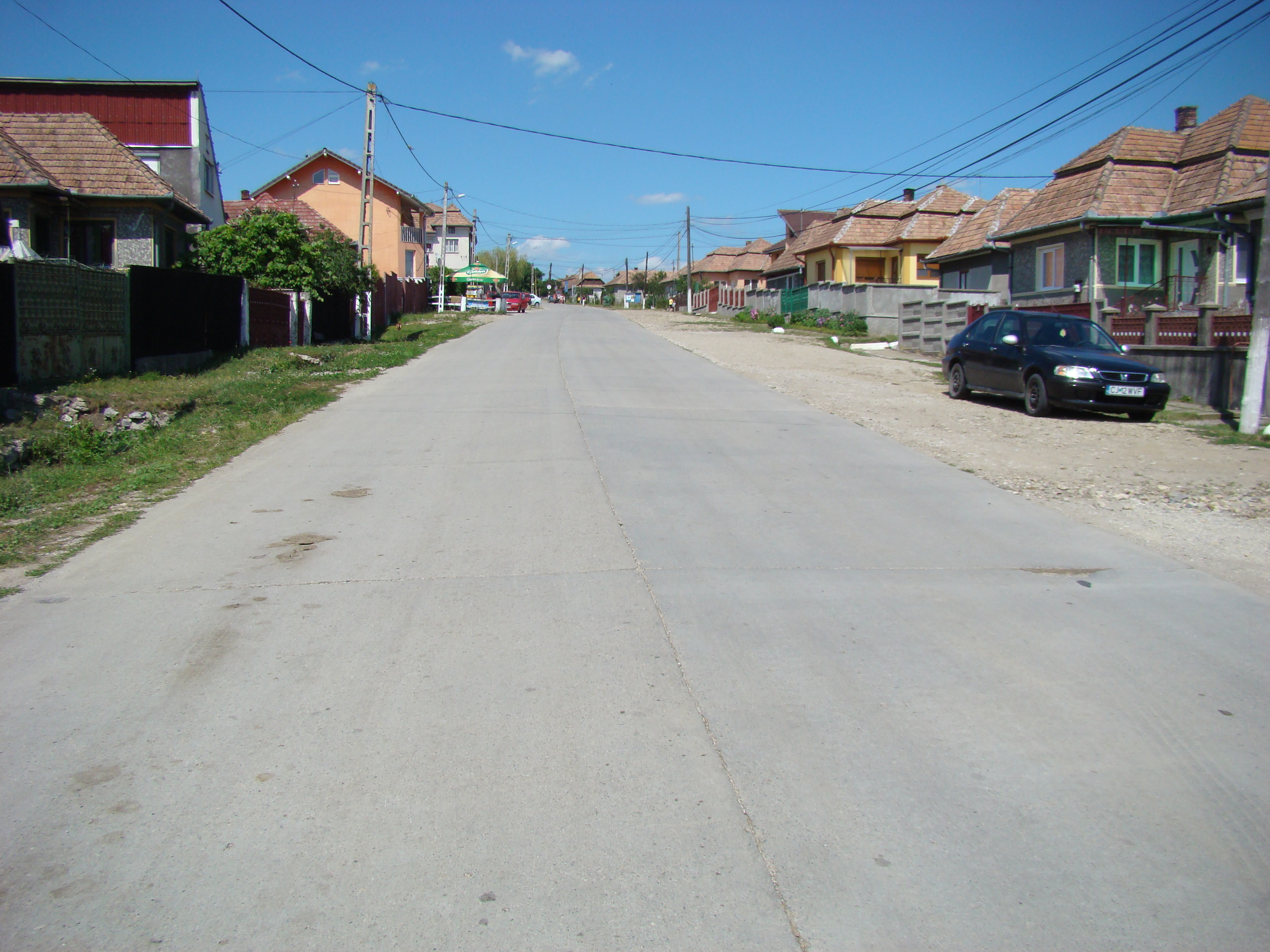
Tureni
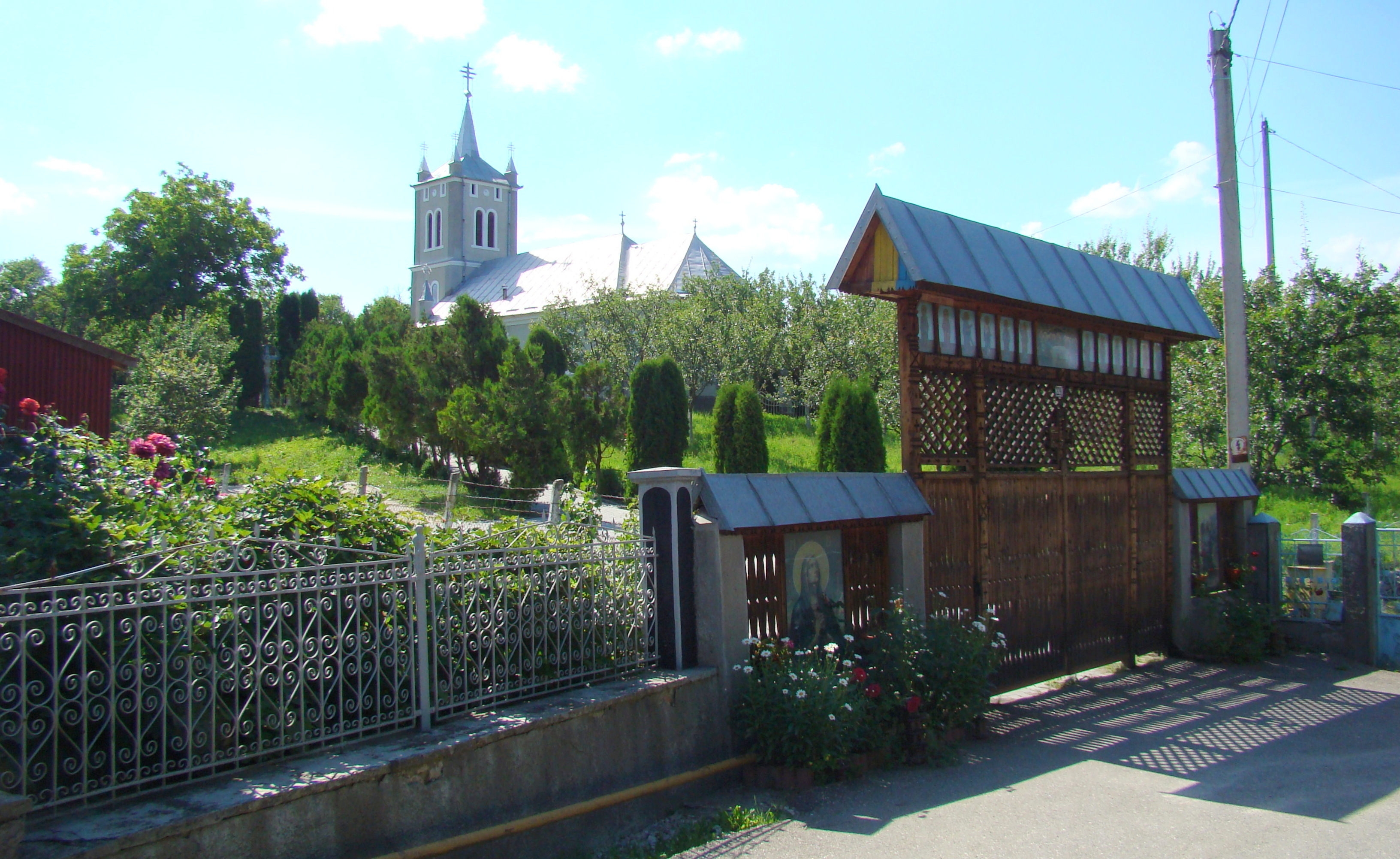
Biserica ortodoxă
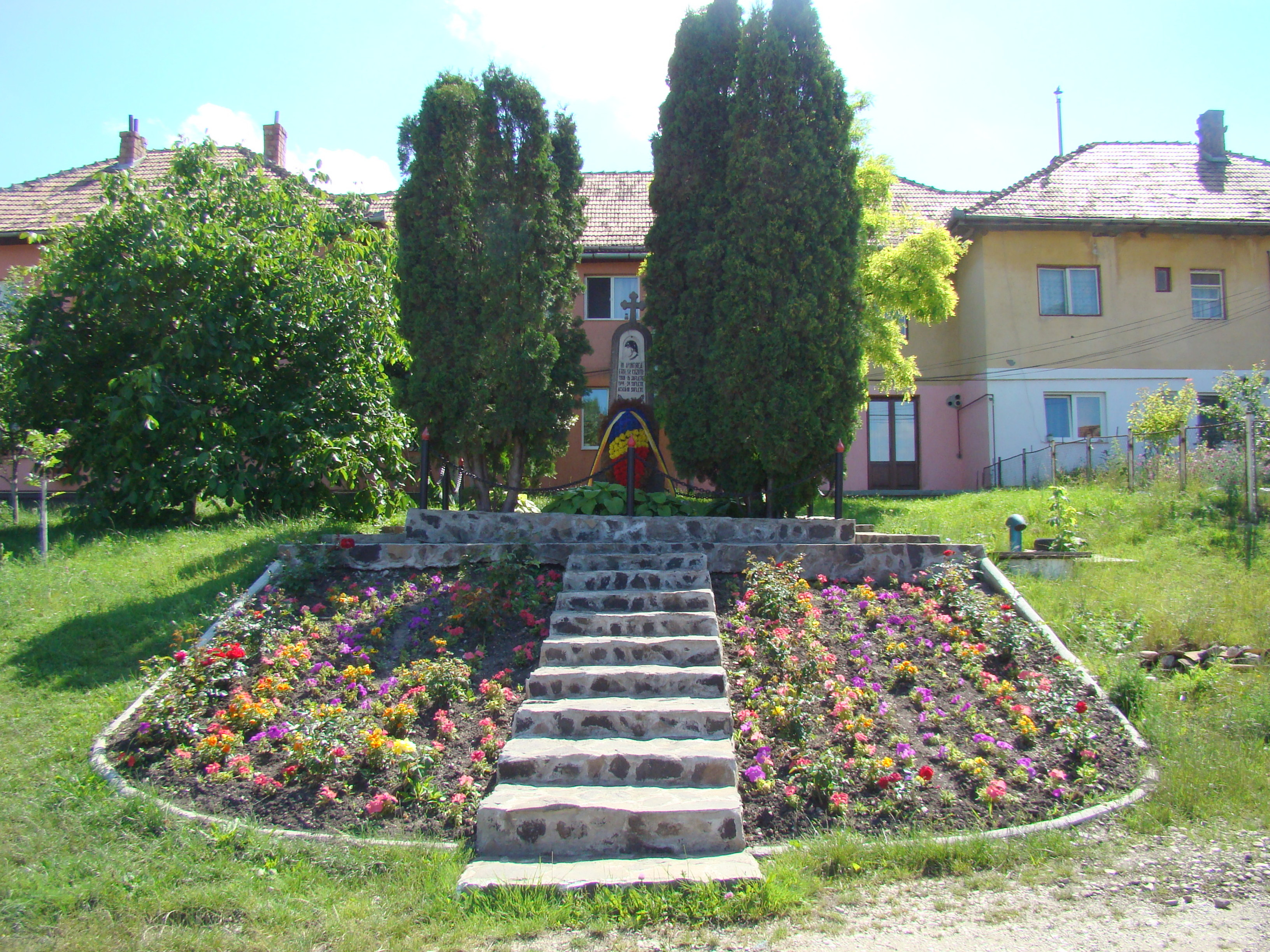
Monumentul Eroilor din satul Tureni
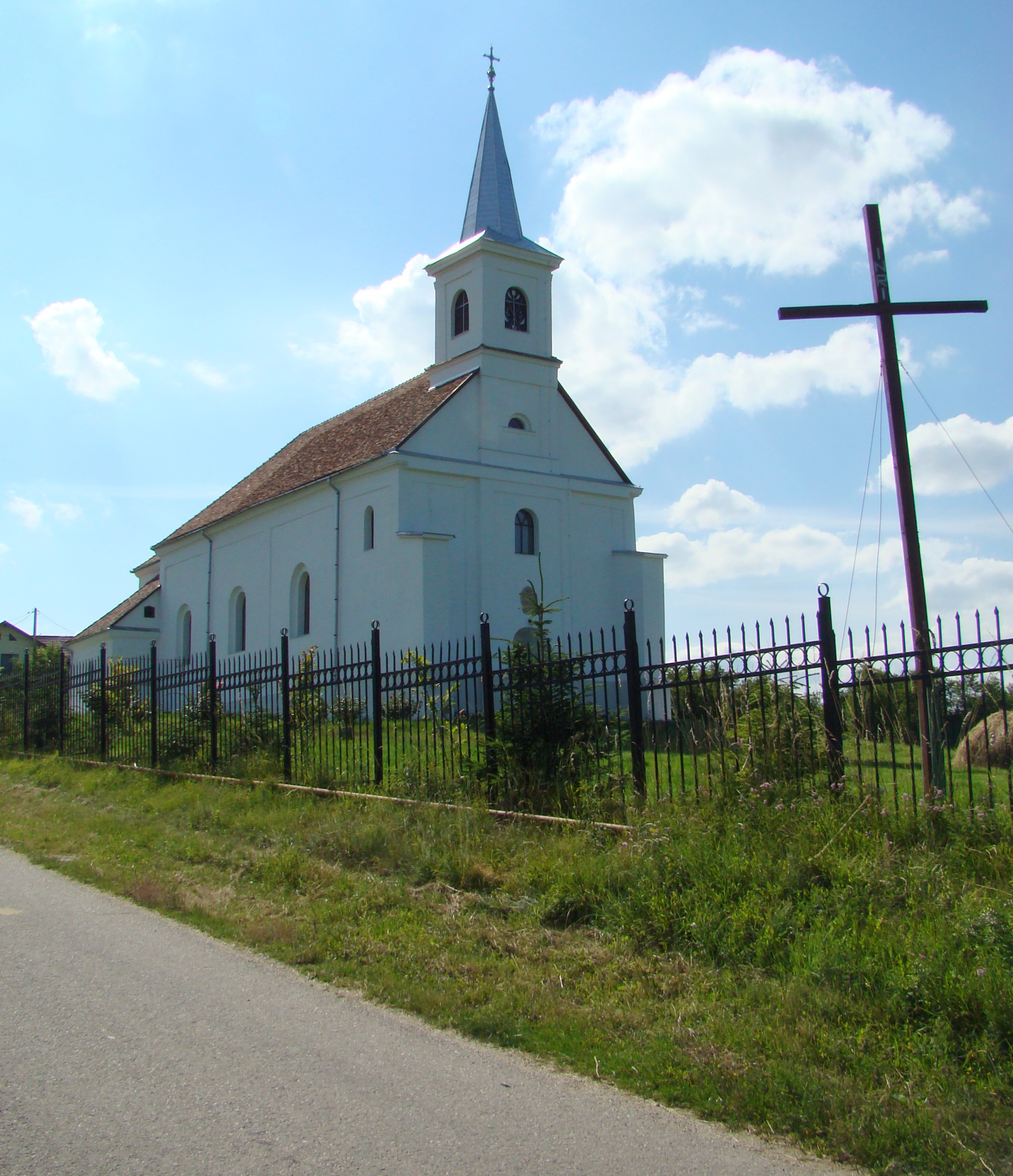
Biserica romano-catolică
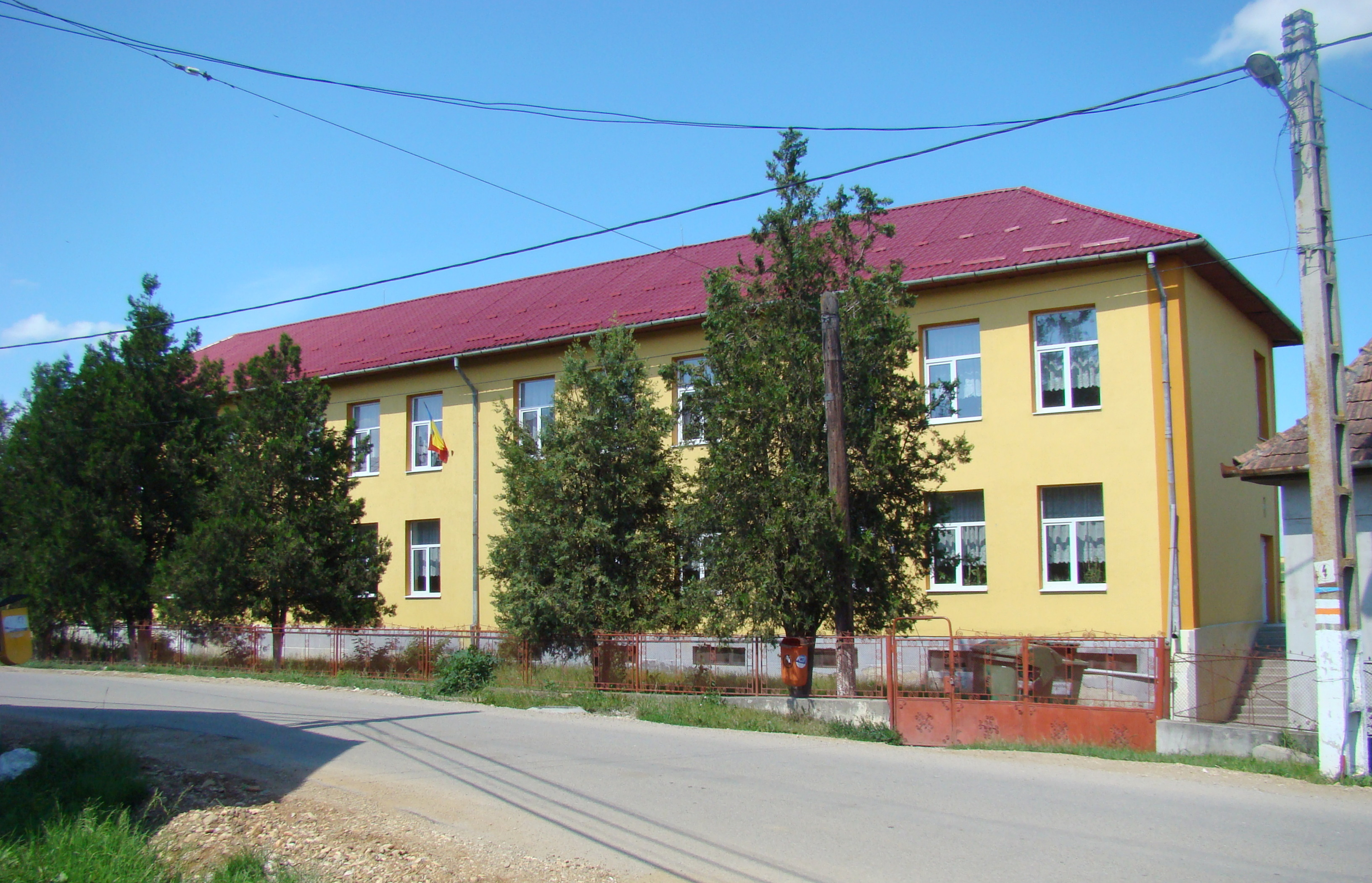
Școala
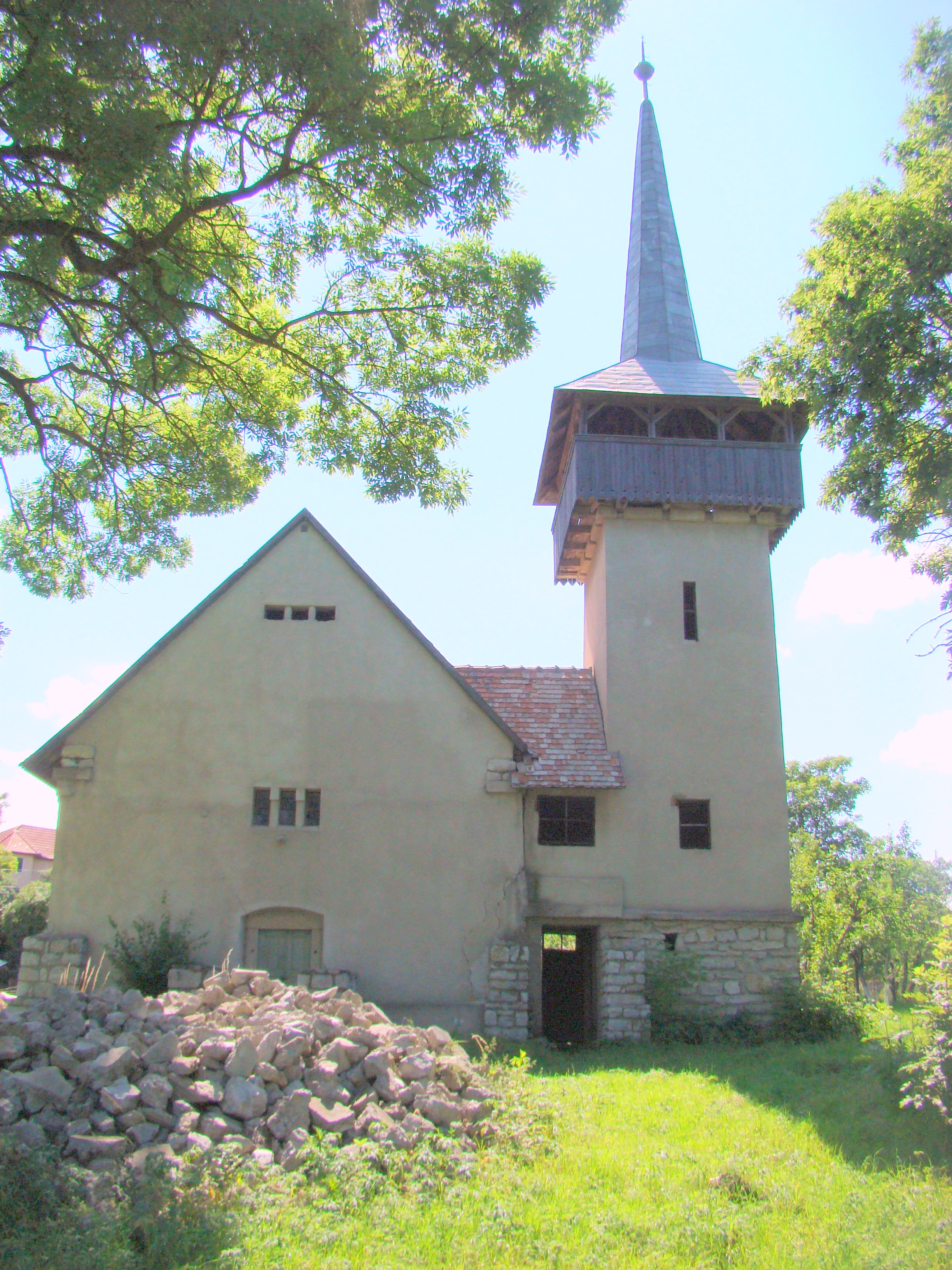
Biserica reformată
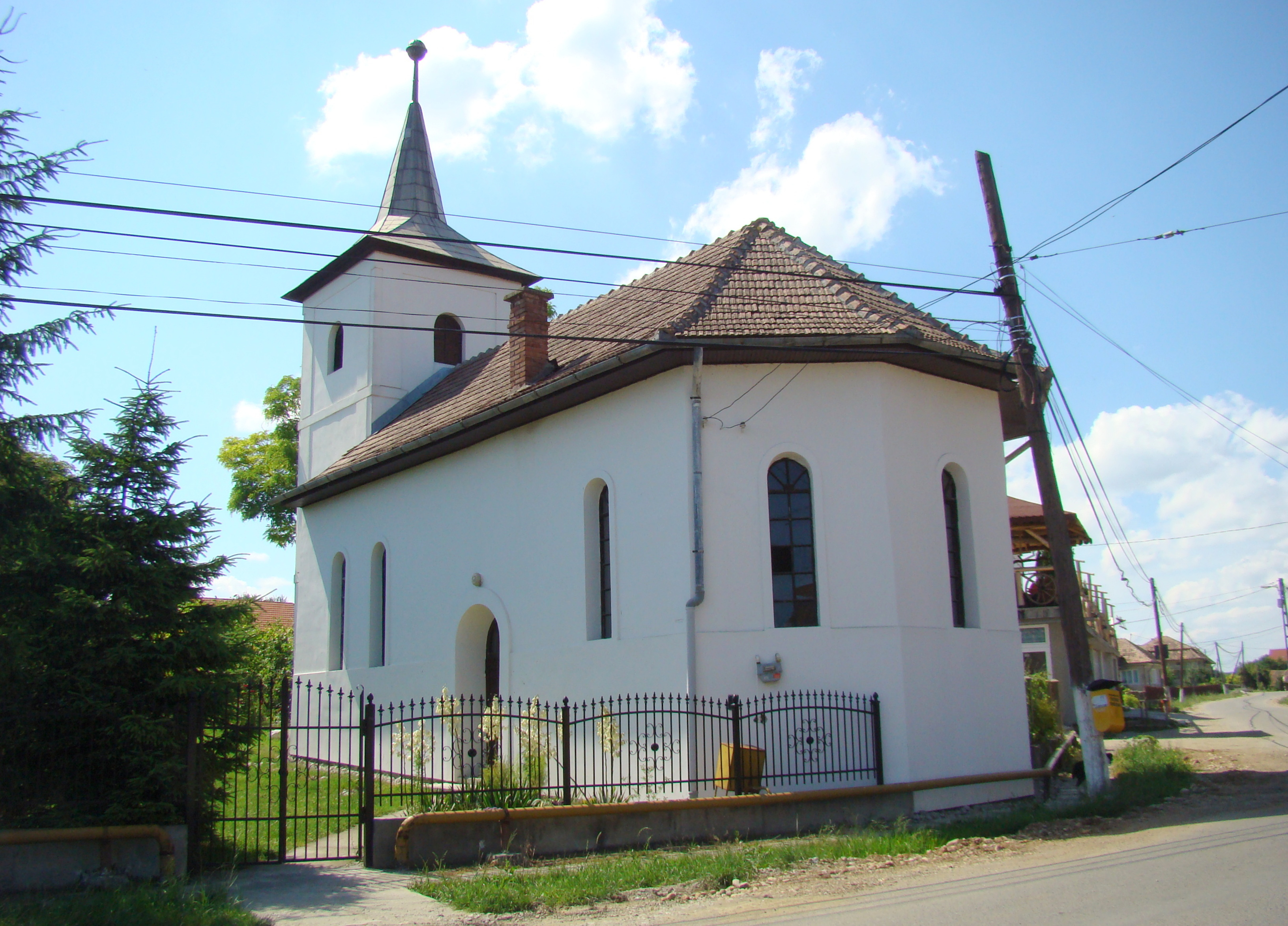
Biserica unitariană
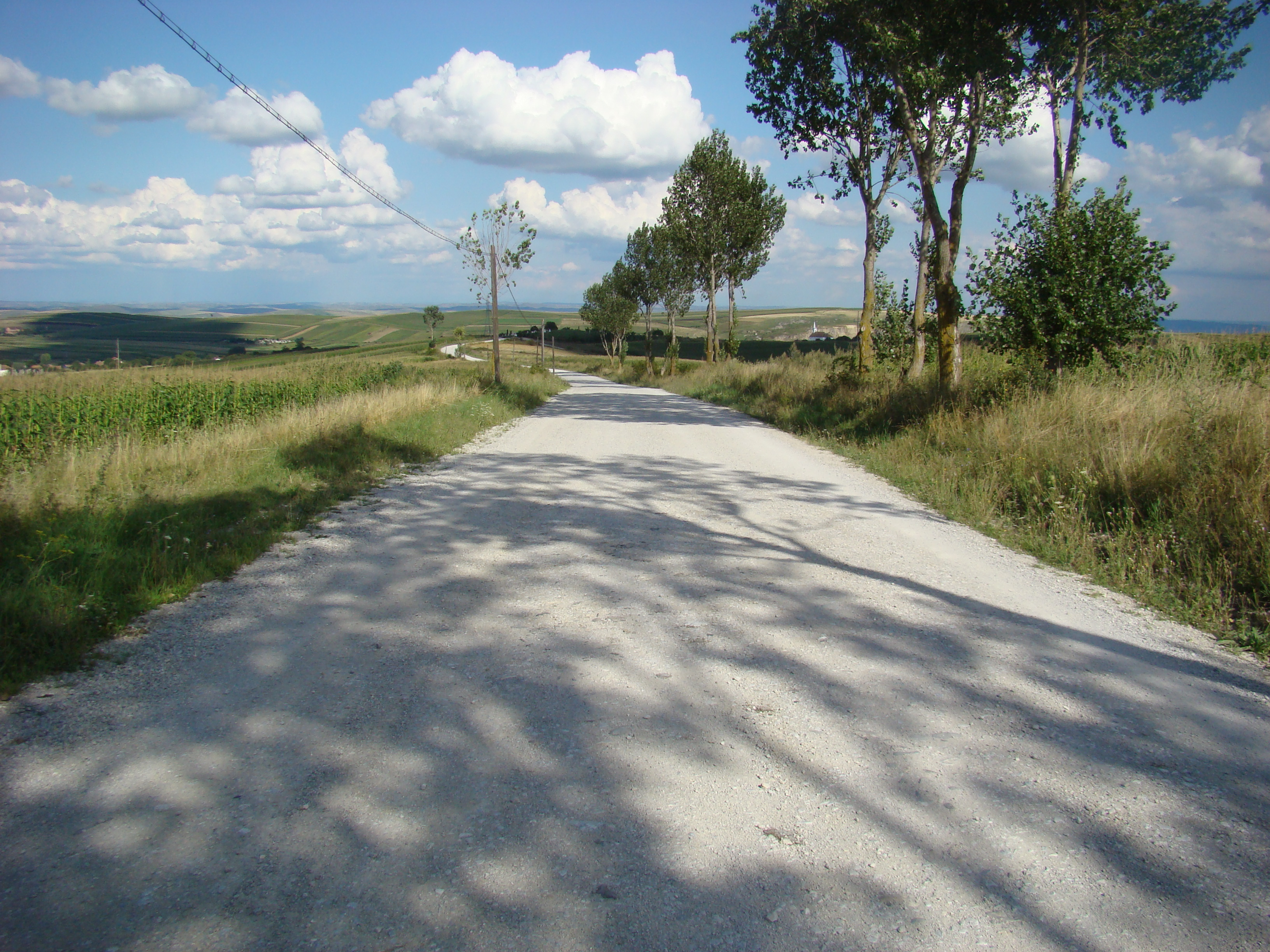
Drumul comunal Tureni-Micești
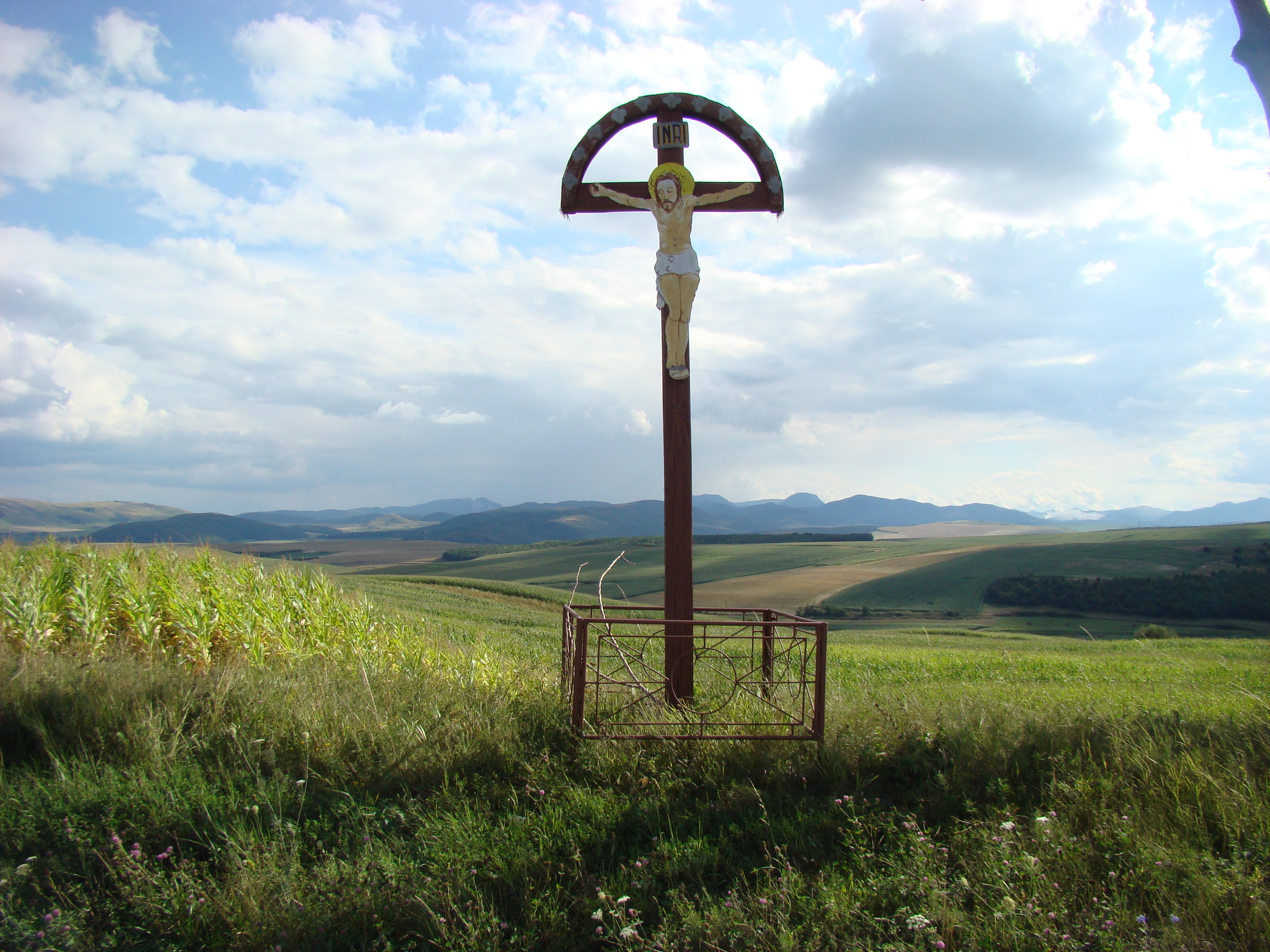
Zona Tureni-Micești
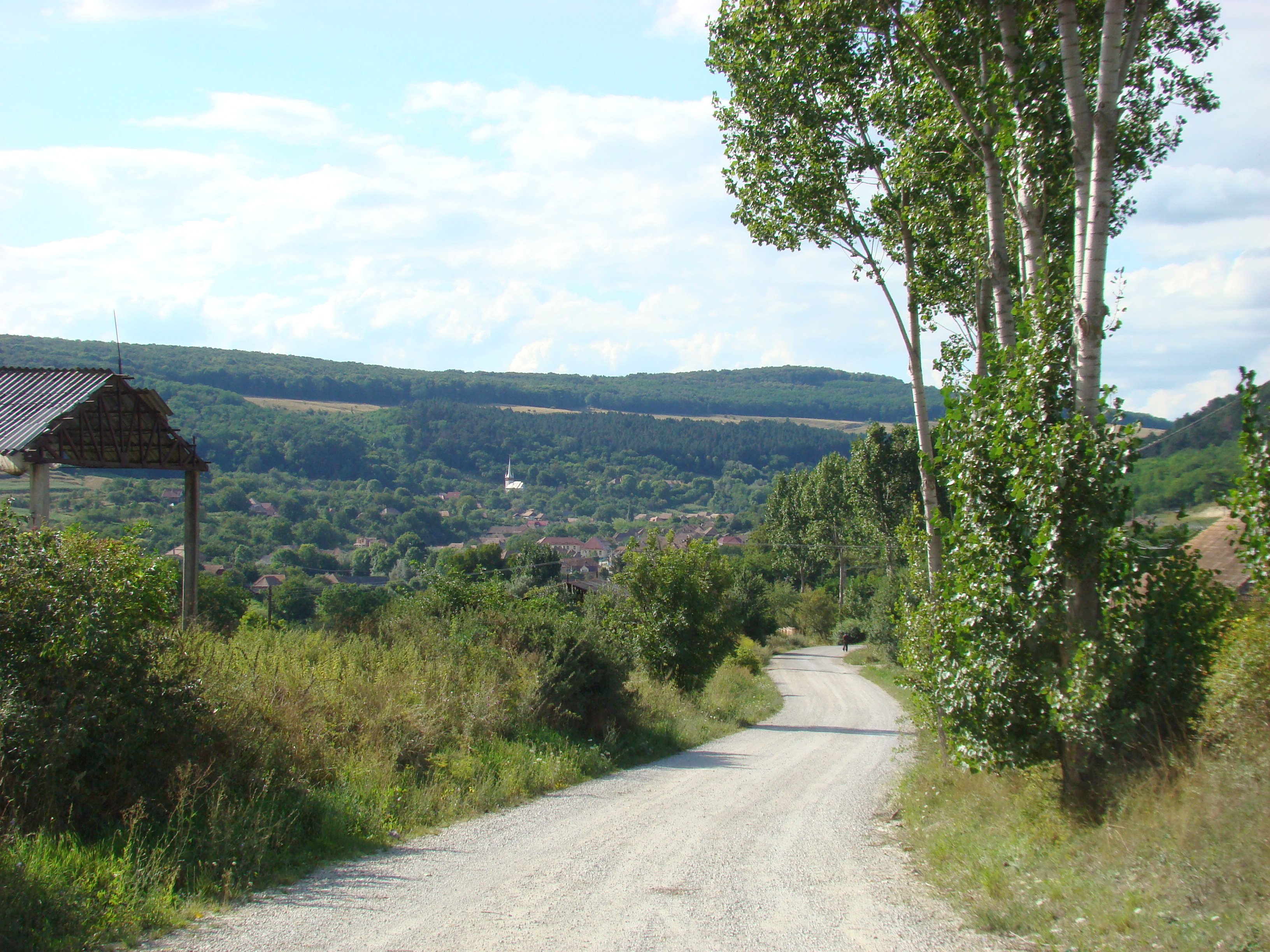
Micești
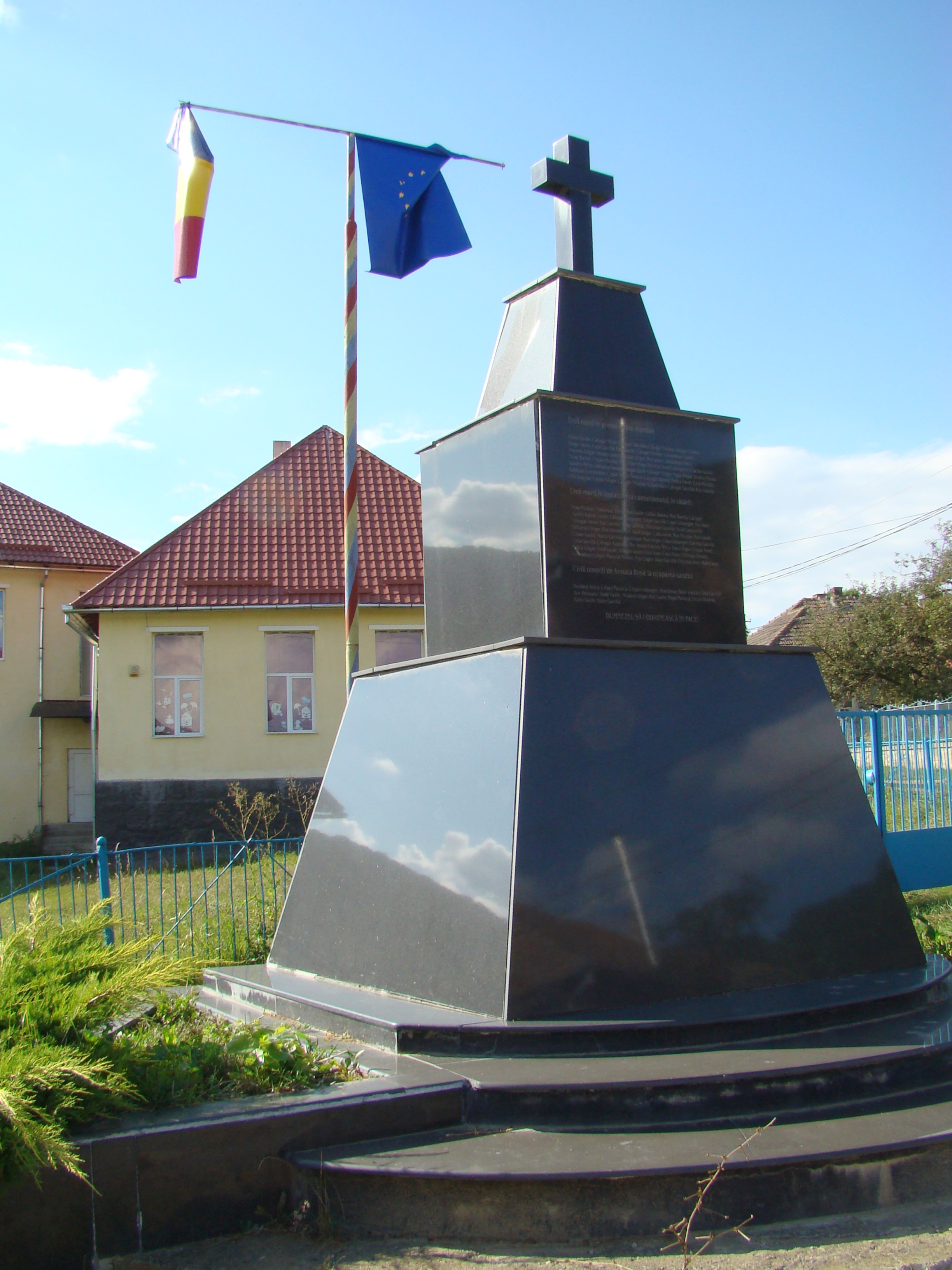
Monumentul Eroilor din satul Micești
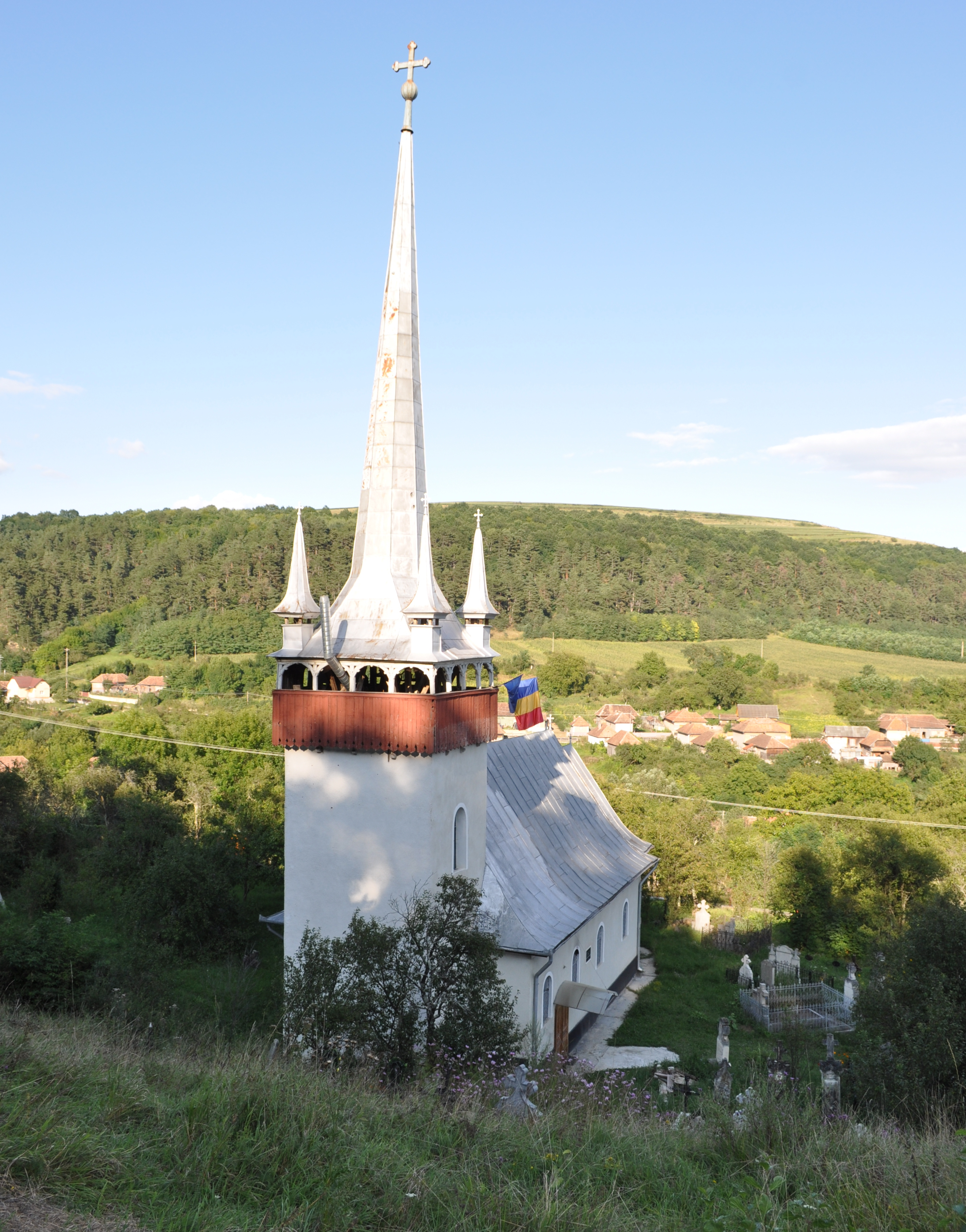
Biserica „Pogorârea Sfântului Duh" (monument istoric)
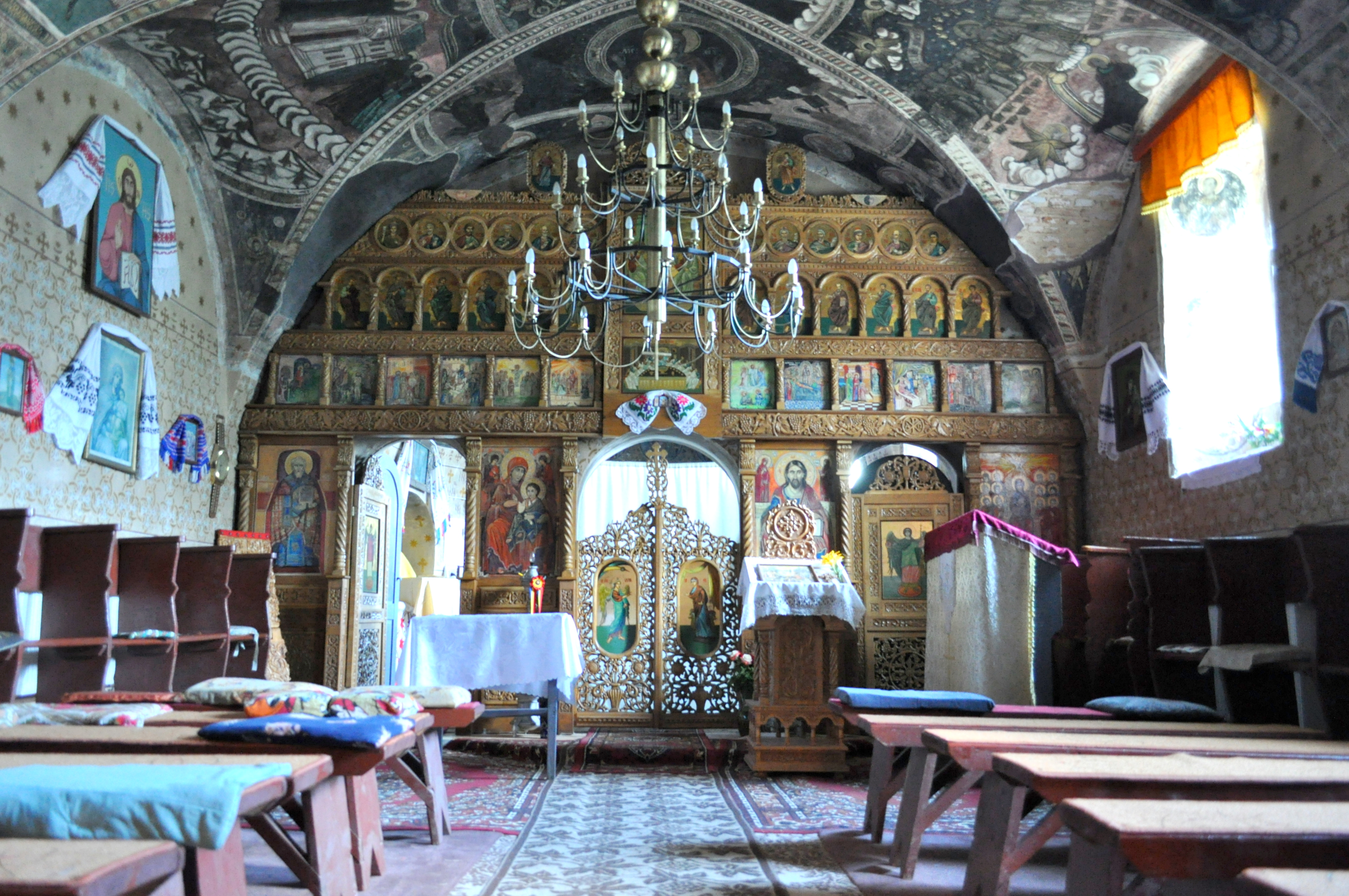
Biserica „Pogorârea Sfântului Duh" (interior)
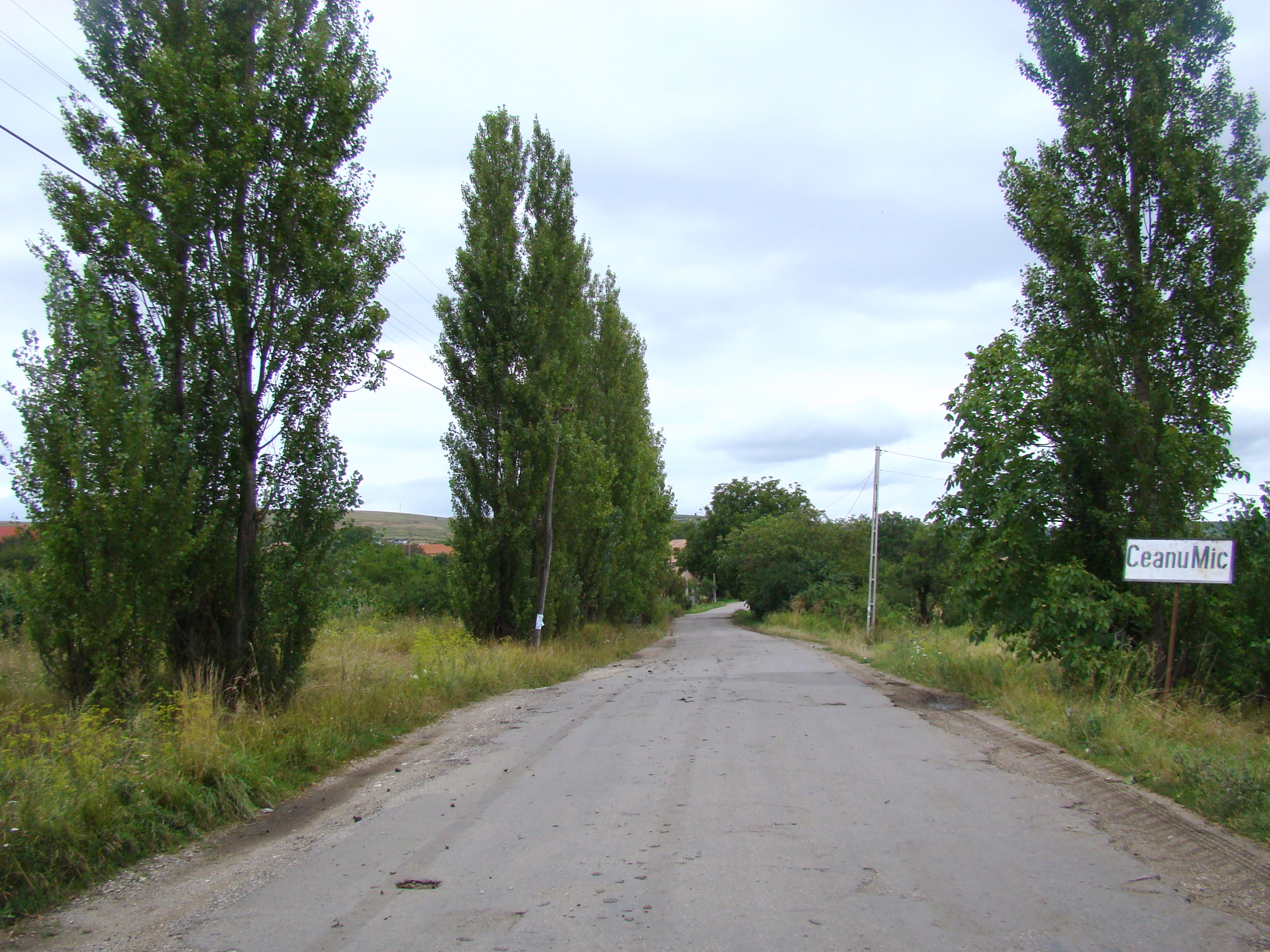
Ceanu Mic
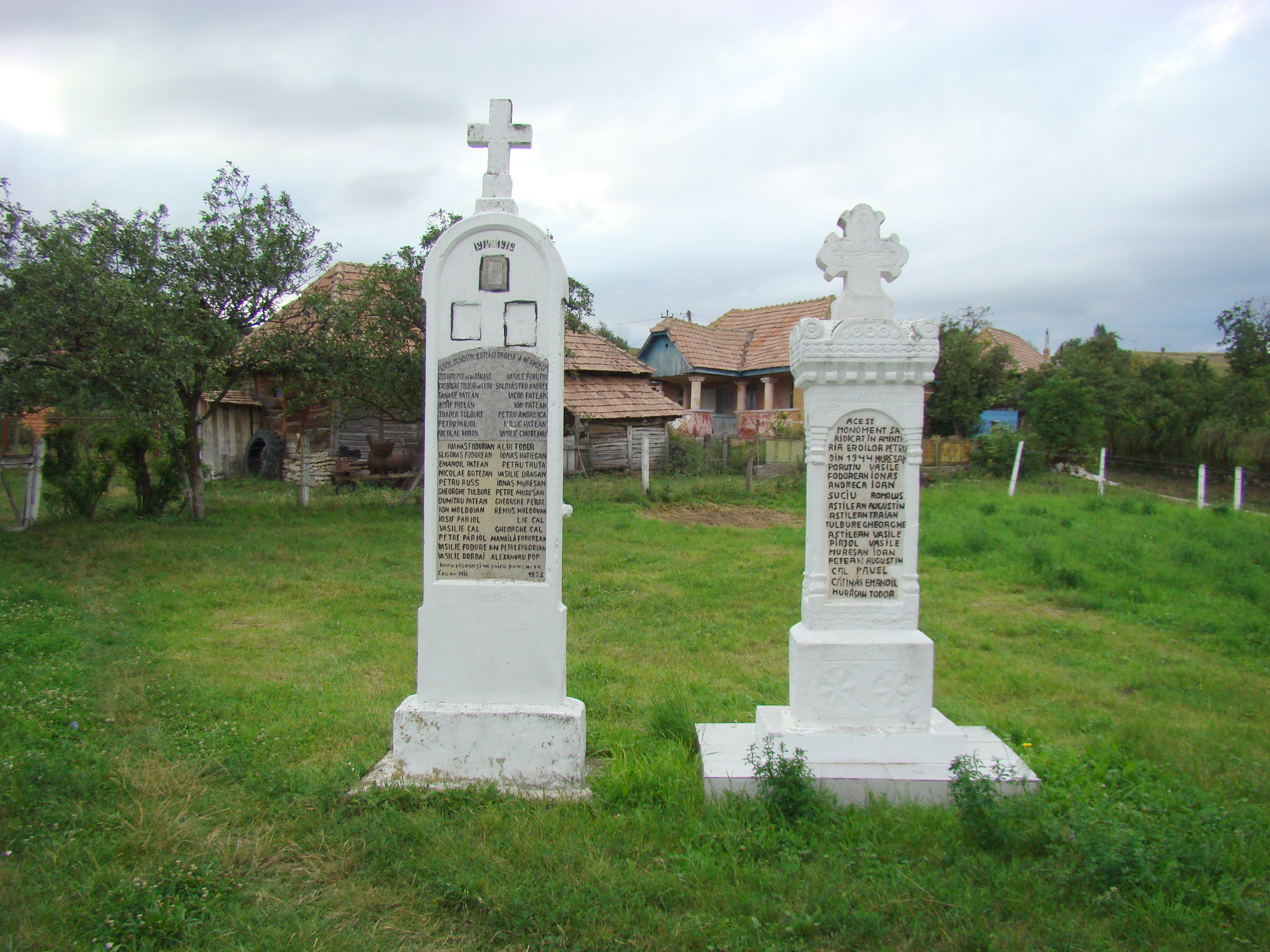
Monumentul Eroilor din Ceanu Mic
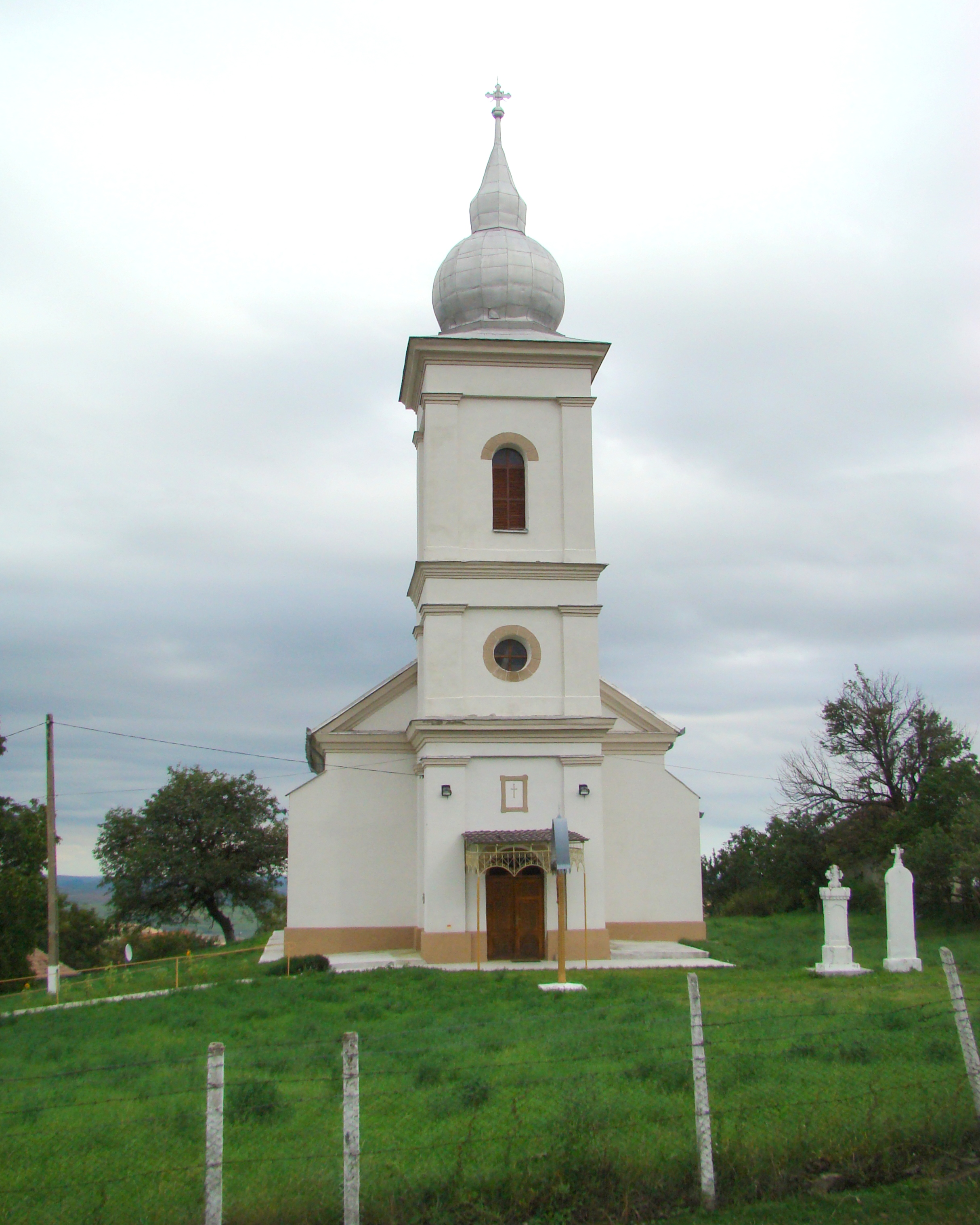
Biserica ortodoxă din satul Ceanu Mic
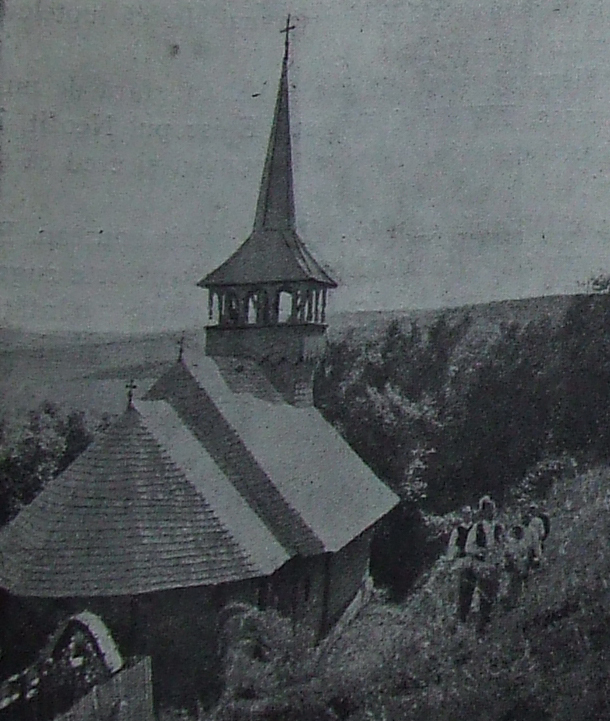
Biserica de lemn dispărută din Mărtinești
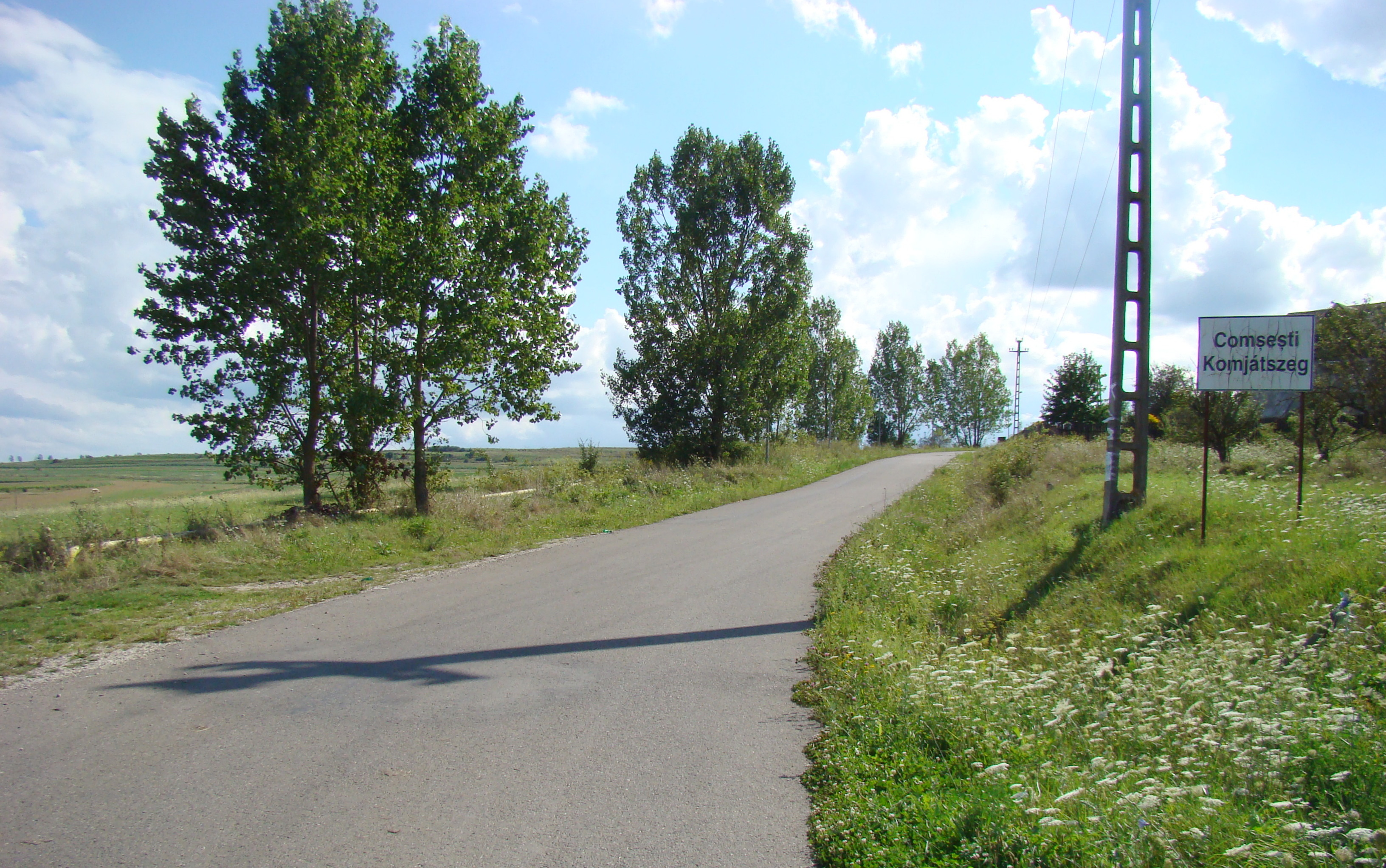
Comșești
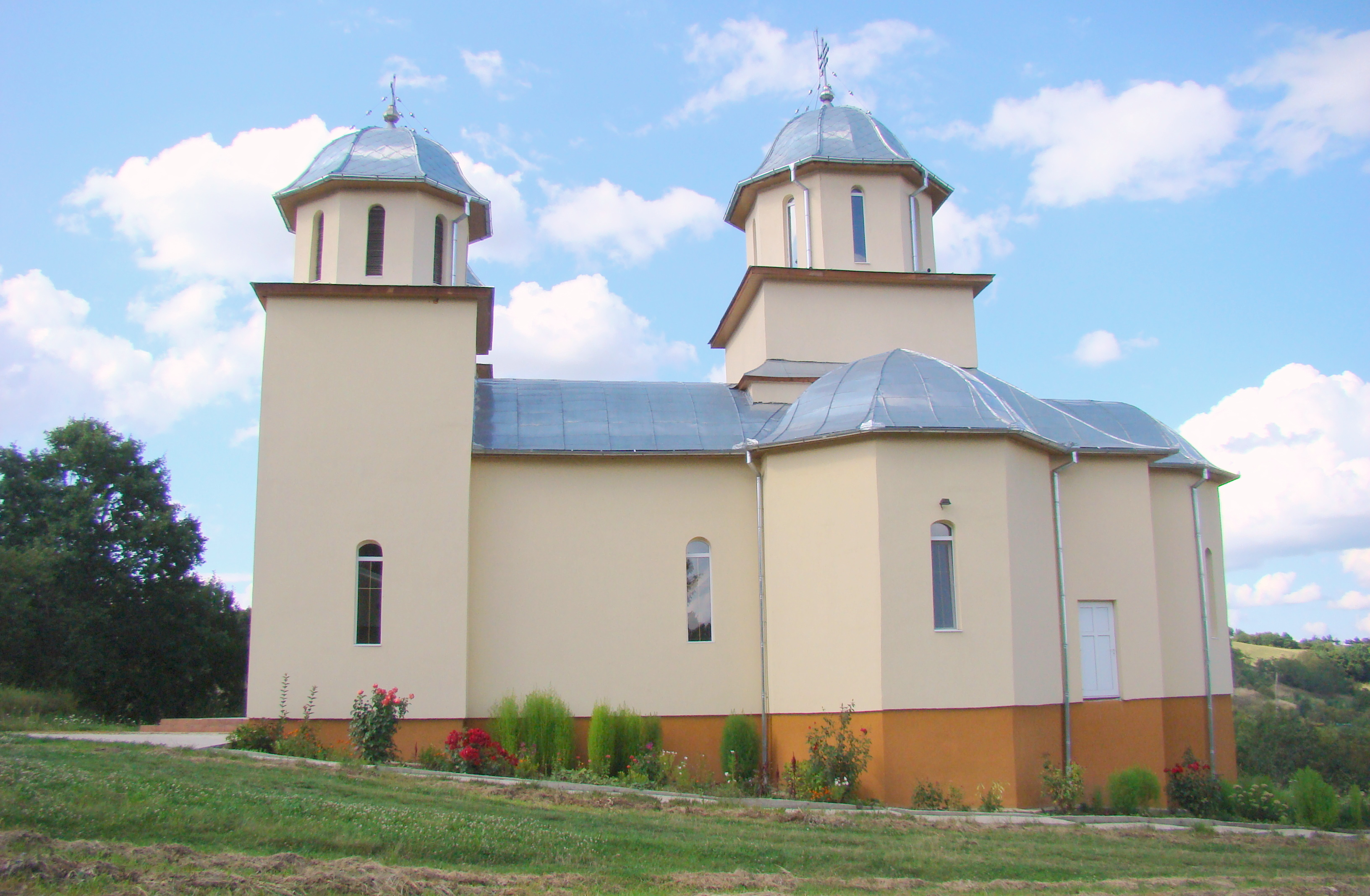
Biserica ortodoxă din satul Comșești
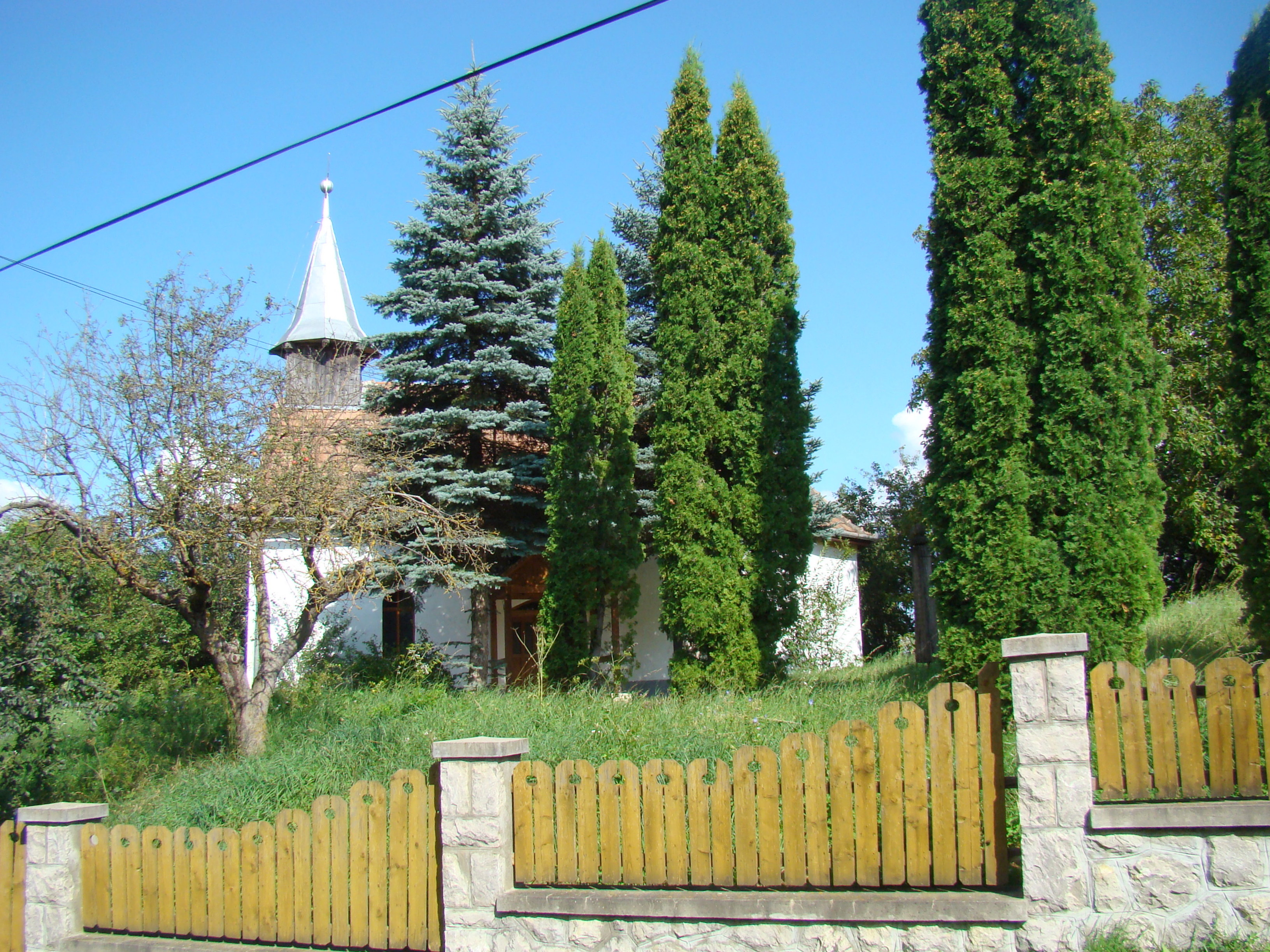
Biserica unitariană din satul Comșești
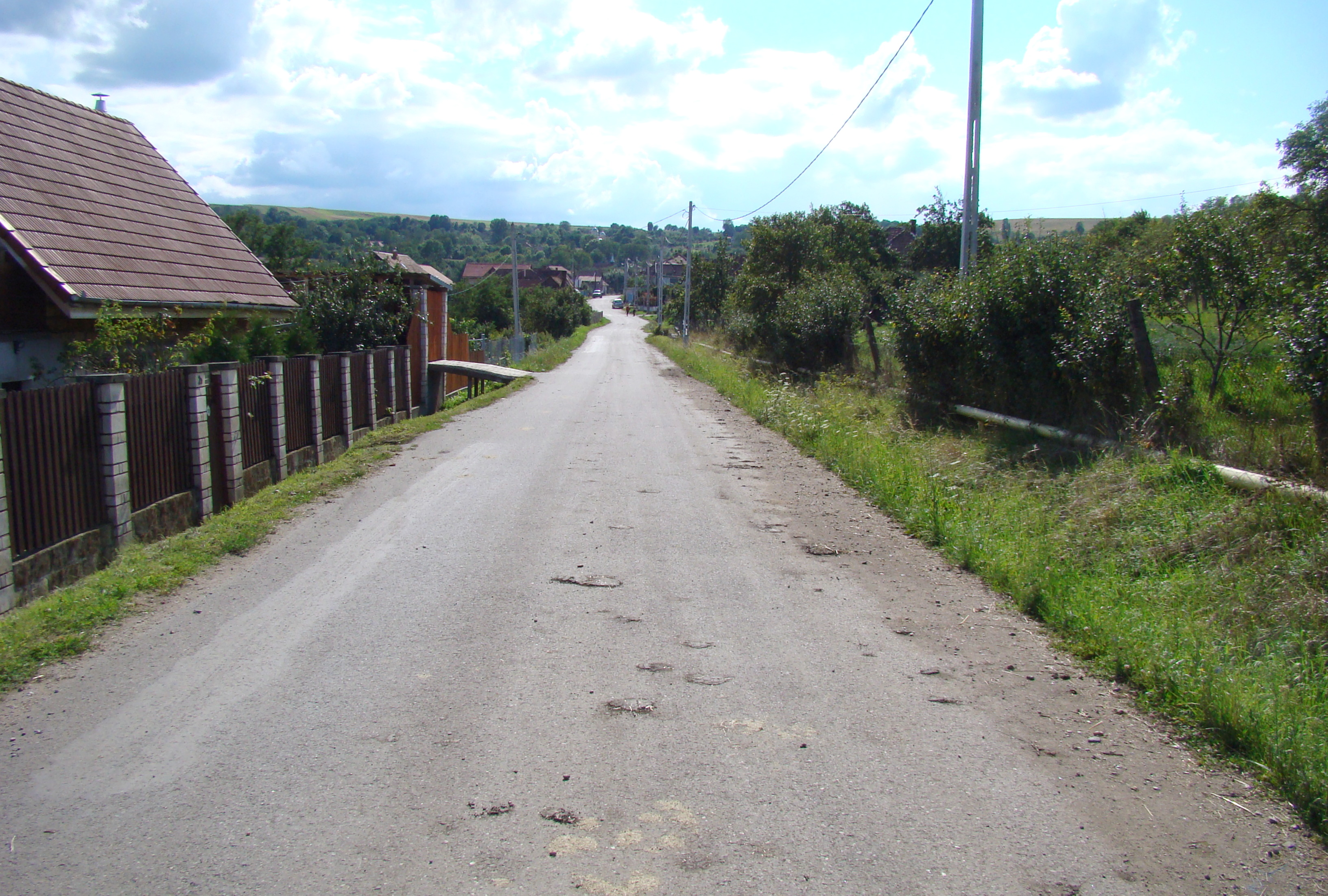
Comșești
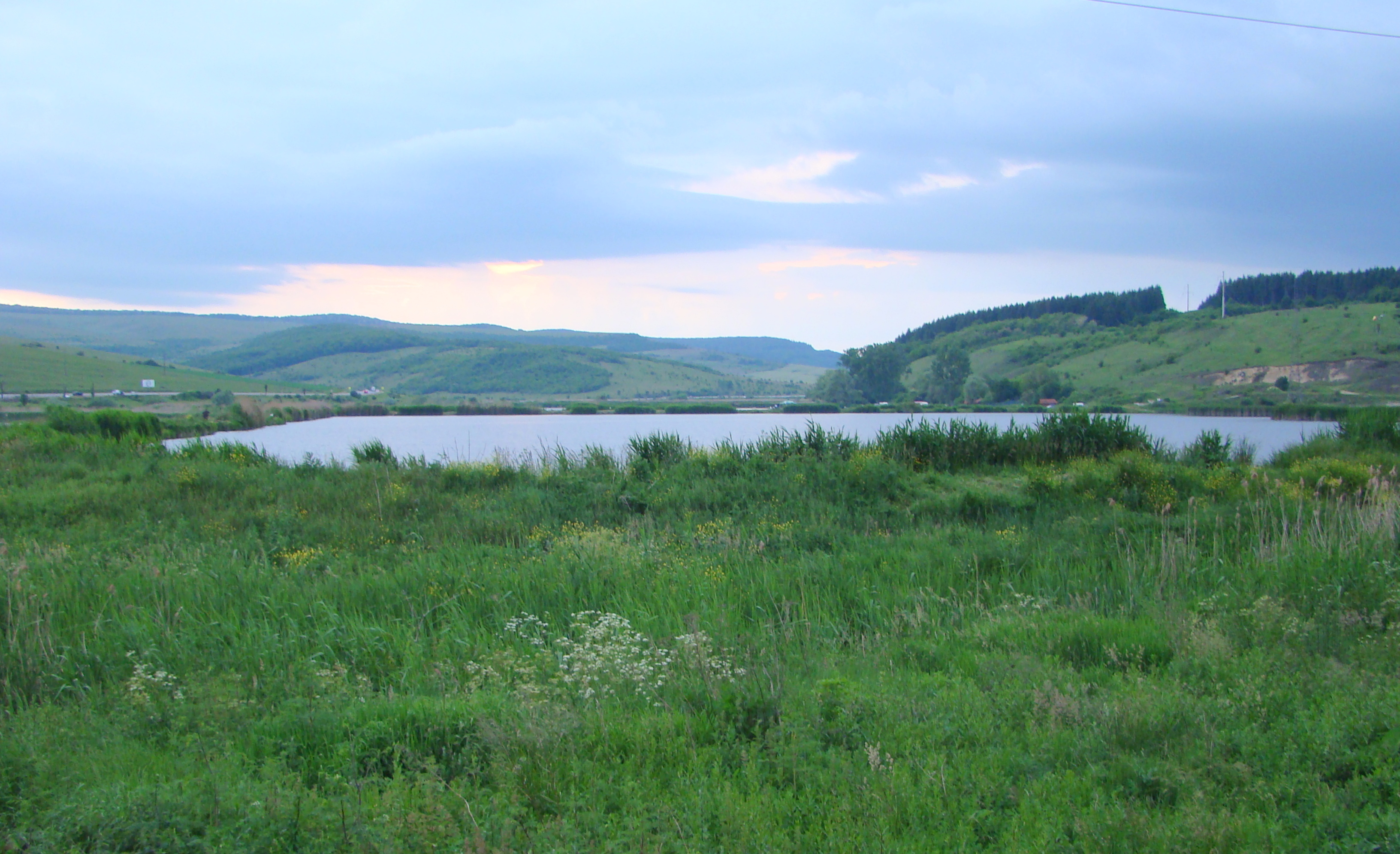
Mărtinești
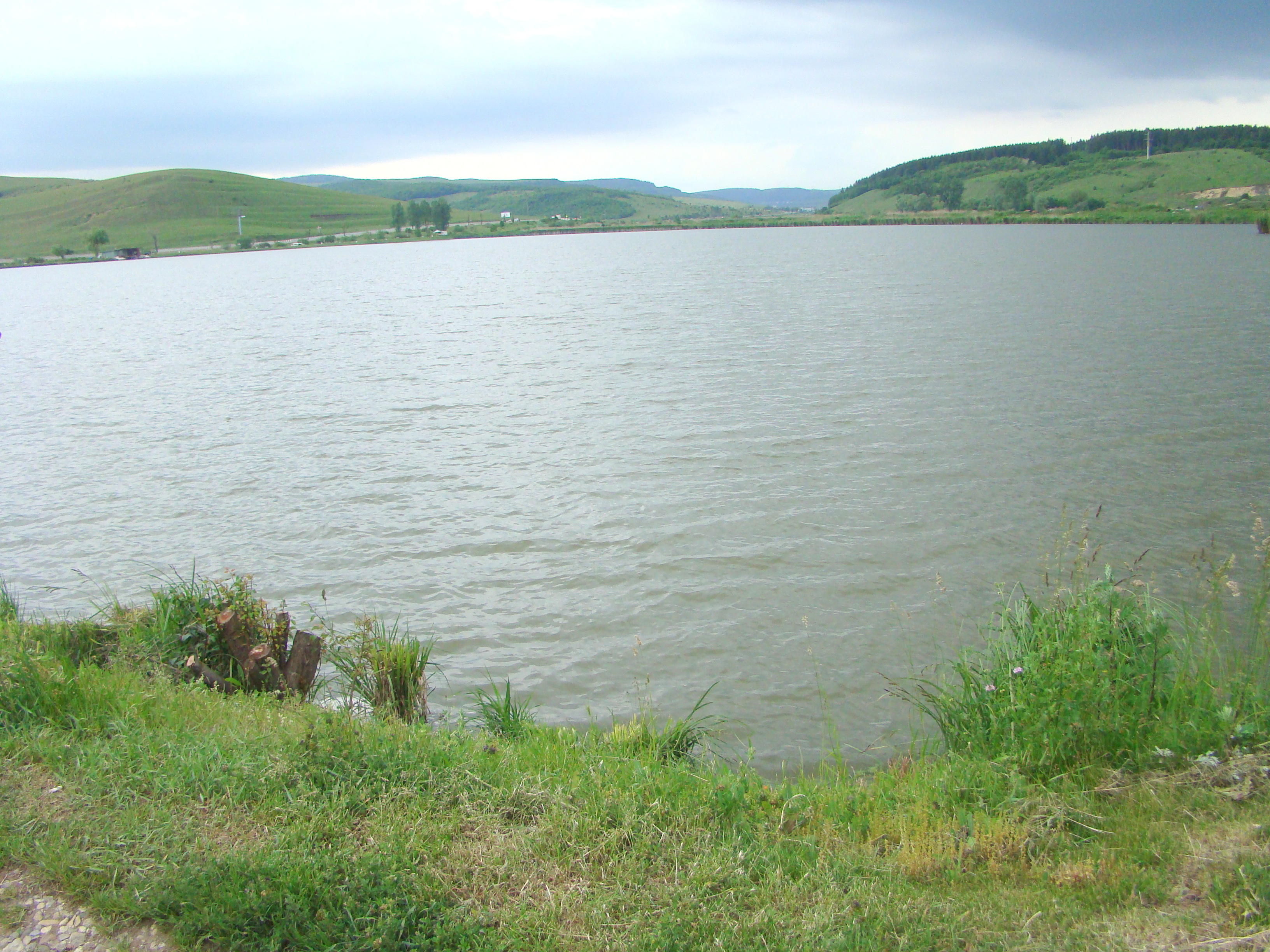
Lacul
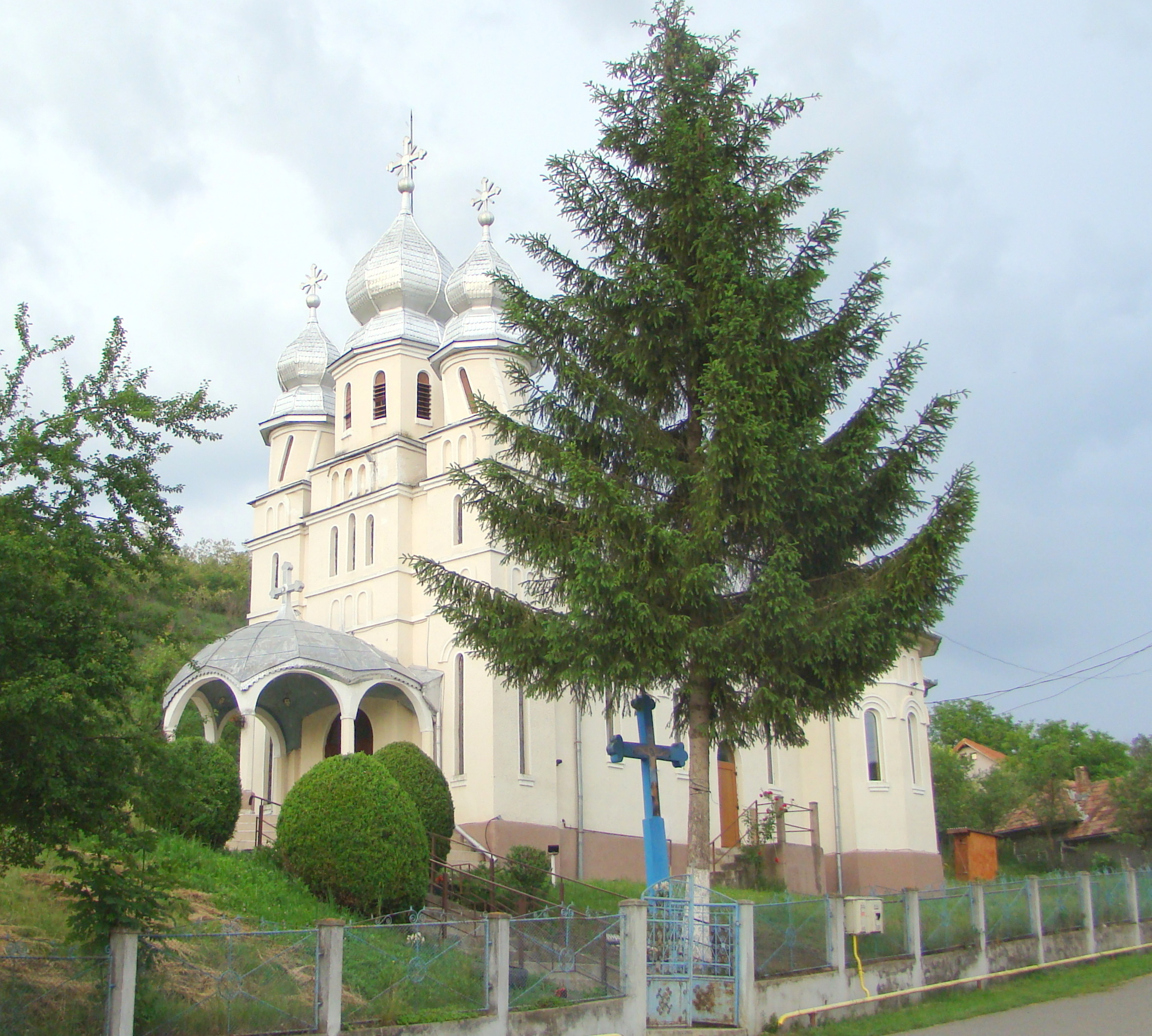
Biserica din Mărtinești
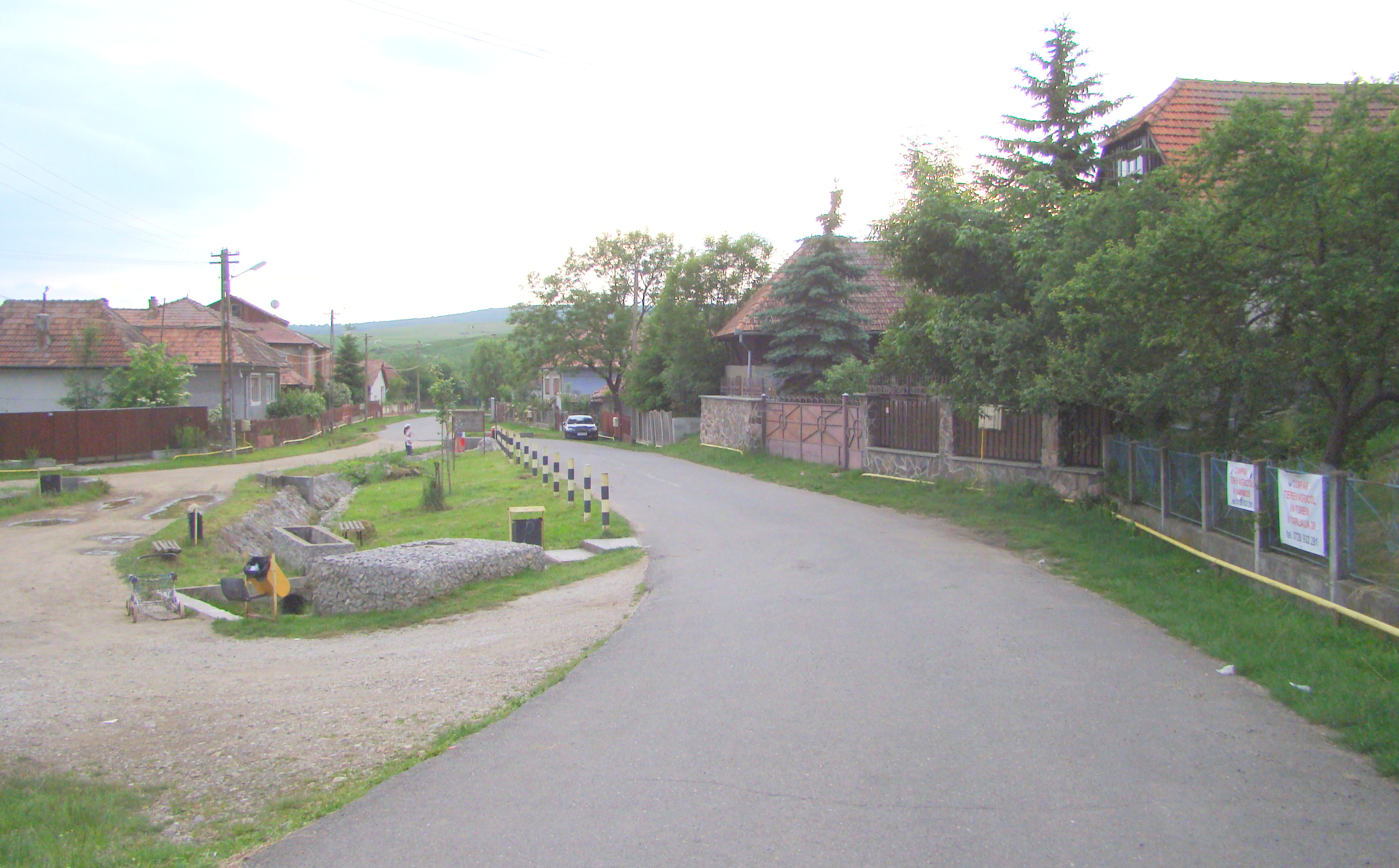
Mărtinești